# Manchester Black
Mánchester Black es un personaje ficticio de los cómics estadounidenses publicados por DC Comics, en particular los que presentan a Superman. Fue creado por Joe Kelly y Doug Mahnke en Action Comics #775 (marzo de 2001). Introducido como un antihéroe, el personaje luego se convierte en un supervillano.

## Biografía del personaje ficticio

### Pre-"Flashpoint"
Manchester Black era un cruel vigilante quién dirigió un equipo de lucha contra el crimen llamado La Élite. Además de su notorio acento inglés, su tatuaje de la bandera británica, y unos cuantos fragmentos que mencionó sobre su vida, muy poco se sabe de él, a pesar de que, probablemente es de la ciudad de Mánchester, Inglaterra. Lo que es sabido, incluye insinuaciones de que fue abusado físicamente por sus padres mientras crecía y que sentía un aborrecimiento hacia personas con "conceptos morales altos" quienes sentían que eran mejores personas que Black, quién haría cualquier cosa para sobrevivir. Esta aversión incluía a superhéroes que entregaban los delincuentes a los policías, en vez de matarlos, la cual era la única manera en la que Black y la Elite pensaban que se podía lidiar con los villanos. Black también declaró tener ascendencia africana y coreana, pero como hizo esas declaraciones para justificar su uso de términos racistas hacia esos grupos, es posible que estuviera mintiendo o bromeando.

#### La Élite
Black apareció primero como líder del equipo de antihéroes superpoderosos llamado La Élite, quién obtuvo popularidad en todo el mundo por asesinar brutalmente a sus enemigos y así prevenir que vuelvan a causar problemas. Superman se opuso a esta violencia desenfrenada, dirigiendo a una confrontación en Io, la luna de Júpiter, que fue grabada para los medios de comunicación de la Tierra. Black usó sus poderes para causarle un derrame a Superman, y sus compañeros (Coldcast, Menagerie, y Hat) aparentemente fueron capaces de destruir a Superman en una explosión gigante. Mientras la Élite se regodeaba, de alguna manera, Superman utilizó su supervelocidad para, supuestamente, matar a los miembros de todo el equipo excepto a Black. Superman, entonces inhabilitó al inglés usando su visión de rayos X  para localizar un tumor en el cerebro de Black.  Identificó el tumor como la fuente de poder de Black y cuidadosamente disparó un pequeño rayo de calor a través de la retina de Black, removiéndolo y así discapacitando a Black.
Afrontando la aparente pérdida de sus poderes, Black de hecho lloró, hipócritamente horrorizado de que Superman, aparentemente había adoptado las tácticas letales que él y su equipo habían defendido por tanto tiempo, especialmente dado que él estaba siendo grabado en ese momento. Después de declarar que de seguro su 'demostración' había asustado aquellos mirando el salvajismo de la escena, Superman entonces revela al Black sin poderes que el resto de la Élite estaban solo inconscientes; el no removió nada del cerebro de Black, sino que solo le causó una micro-contusión que le quitó sus poderes temporalmente  y que asesinar a los oponentes no hace a un héroe mejor que sus enemigos. Furioso, Black declaró que por no matarlo, Superman garantizó que mientras esté vivo,  él volvería una y otra vez, pero Superman con calma respondió que el no lo querría de otra manera, y que los sueños como los que dio a la Tierra, es lo que hace que la vida valga la pena hasta la espera de que el ejemplo de que él y otros héroes provean un mejor mañana.

#### Escuadrón Suicida
Black temporalmente abatido, fue tomado en custodia, y sus poderes mentales fueron restablecidos durante los siguientes meses. En su nueva aparición (En la trama de Nuestros Mundos en Guerra de Aventuras de Superman #593), Black fue contratado por el gobierno americano y el presidente Lex Luthor para dirigir un nuevo Escuadrón Suicida presentando a Chemo, Plasmus, Metralla, y Acero como miembros. La misión del Escuadrón era liberar al monstruo Doomsday contra la amenaza del conquistador galáctico Imperiex. Tras su liberación, Doomsday aparentemente había asesinado a todo el Escuadrón, con la excepción de Black (Steel se salvó más tarde, gracias a las acciones de Black Racer y Darkseid, a pesar de que Mongul sobrevivió bajo circunstancias desconocidas), quién huyó después  de "reprogramar" la mente de Doomsday de modo que su odio hacia Superman, fuera temporalmente redirigido hacia las sondas de Imperiex.

#### Suicidio
En la aparición final de Black (en Ending Battle a través de los titulares de Superman en noviembre y diciembre del 2002) este se encontraba controlando docenas de supervillanos, revelando la identidad secreta de Superman y enviándolos en masa tras el Hombre de Acero. Black persiguió a todos en la vida de Superman - desde el viejo entrenador de fútbol de Clark hasta su vigente dentista - antes de lanzar un ataque en masa. A pesar de las probabilidades en contra de él, Superman se las manejó para retener a los villanos, más tarde encontrando a Black en su apartamento, que aparentemente había asesinado a Lois Lane mientras Superman estaba ocupado. Black se mofaba de Superman, provocándolo para que lo matara, pero Superman puso el cuerpo de Lois en primer lugar y se las arregló para darle un entierro apropiado. A pesar de fantasear con asesinar a Black, Superman resistió la tentación y le dijo a Black que dedicaría el resto de su vida a mantener los villanos tras las rejas y no en la morgue, porque la venganza no es justicia.
Black estaba asombrado por la fortaleza de Superman. Su espíritu vaciló y la ilusión se desmoronó, revelando que Lois estaba viva. Black había tratado de forzar a Superman a una posición en la que tuviera que matar, para que Superman aprendiera, después de su fracaso, ya que había roto su código moral por nada, dejándolo realmente quebrado. Pero el plan de Black falló y tuvo que reconocer que Superman realmente creía todo lo que decía. Consternado por la revelación de que se había vuelto un villano, Black hizo que los supervillanos olvidaran la identidad secreta de Superman. Entonces disparó un pulso telequinético hacia su propia cabeza, quitándose la vida.

### Los Nuevos 52
En septiembre del 2011, Los Nuevos 52 reinició la continuidad de DC. En esta nueva línea temporal, Mánchester Black es ejecutivo de alto rango en S.T.A.R. Labs. Él creó a Algorithm, una IA que realizó actos de terrorismo a través de la ciudad de Nueva York con el propósito de atraer a los Jóvenes Titanes a S.T.A.R. Labs, en donde orquestó un ataque en contra de él mismo, para luego ser salvado por los Jóvenes Titanes y  así ganar su confianza. Más tarde, propone una alianza; sospechoso de las verdaderas intenciones de Manchester Black, Robin Rojo acepta el acuerdo, pero envía a Chico Bestia para investigarlo.

### DC Rebirth
Manchester Black hace su primera aparición de DC Rebirth en Superman #23. Aparece para ser restaurado en su vestimenta original y poderes, aunque su cabello es negro en vez de púrpura. Black captura a Jonathan Kent, el joven Superboy, y le quita sus poderes, fozándolo a ver imágenes de sus padres peleando sus criaturas y sufriendo. El incidente más espantoso ocurrió cuando la cortaron la pierna derecha a Lois Lane. Black está detrás de la ilusión de Hamilton County donde vivían los Kent. El la creó cuando ayudó a la Élite escapar de los Kroogarianos, con el pantano de Deadman siendo el centro de la mayoría de residentes conectados de los alienígenas que estaban encubierto como ciudadanos de Hamilton. Estos residentes incluyen el granjero Sr. Cobb y su nieta Kathy; el profesor de ciencias de Jon, Sr. Martínez; Candice, el editor de Hamilton Horn; el oficial de policía Goodman; el doctor del pueblo y el alcalde de Hamilton. Cuando Superman confronta a Black, ambos comparten su habitual debate sobre asesinar villanos contra los métodos generalmente usados por Superman, pero Black devuelve la jugada al restaurar los poderes de Jon mientras lo "programaba" para luchar a su lado . Cuando Superman y Superboy rompen el reactor cuántico y observan futuras líneas temporales, Superboy se pone en contra de Black antes de que su control mental se restaure, gracias a Lois. Antes de que Black atacara a los Kent en el futuro, Kathy usa sus poderes para crear interferencia telepática, causando que la conciencia de Black se transfiera y quede atrapada en el cuerpo de una de las vacas de la familia Cobb.

## Parientes conocidos
Vera, la hermana de Manchester, es la líder de la Liga de la Justicia Élite. Por un tiempo, parecía que su mente había sido poseída por el espíritu incorpóreo de su hermano, pero más tarde se reveló que era una especie de trastorno de múltiples personalidades causado por su infancia traumática y agravada por su contacto con el poder casi infinito de los Worlogog. Su inestabilidad casi la lleva a destruir Londres, pero los otros miembros de la Élite la ayudaron a recuperarse.

## Poderes y habilidades
Black era un poderoso telequinético y telépata quien era capaz de un uso muy preciso de telequinesis. Él, por ejemplo, era capaz de darle a Superman lo equivalente a un derrame cerebral, usando su telequinesis para pinchar los vasos sanguíneos de su cerebro.
El era capaz de crear ilusiones muy detalladas a gran escala, borrar memorias y podía controlar miles de mentes al mismo tiempo. Mientras controlaba a Bizarro y Silver Banshee, era capaz de temporalmente dotarlos de suficiente juicio para poder comunicarse y formar planes entre ellos. Además, era capaz de intercambiar las mentes de Superman y Bizarro, poniéndolos en el cuerpo del otro.
En Rebirth, Black demostró tener suficiente poder para neutralizar los poderes de Jon Kent, el hijo de Superman y Lois Lane, y luego restaurarlos a su voluntad.

## Adaptaciones a otros medios

### Televisión
Manchester Black aparece en la cuarta temporada de Supergirl, interpretado por David Ajala. Esta versión es un hombre británico negro inicialmente sin poder, apodado "Ches", que se enamoró de una empática de Ikthanol llamada Fiona Byrne (interpretada por Tiya Sircar), que describe como "un hombre que entra en un tiroteo con un cuchillo y todavía gana". En el episodio "Ahimsa", Manchester trabajó con Detective Marciano para encontrar a Fiona después de que fuera capturada por los Hijos de la Libertad. Cuando encuentran a una Fiona gravemente herida en la camioneta de Mercy Graves y Otis Graves, Manchester tuvo sus últimos momentos con una Fiona moribunda mientras Detective Marciano intenta quitarle el dolor. Tras la muerte de Fiona, Manchester fue a comprar armas para vengarse de los responsables de la muerte de Fiona. En el episodio "Call to Action", Manchester comienza su venganza apuntando a algunos miembros de Hijos de la Libertad. Después de dispararles a la mayoría de ellos, Manchester interrogó a un miembro superviviente sobre la identidad de su supervisor. Después de obtener el nombre de Caldwell del miembro de Children of Liberty, Manchester le dispara. En el episodio "Rather the Fallen Angel", Manchester ayuda a Jimmy Olsen a luchar contra los Hijos de la Libertad. Luego, va tras Ben Lockwood. En el episodio "Bunker Hill", Manchester hace uso de Lockwood Factory para enfrentarse a Ben en su alias de Agente de la Libertad, donde Manchester tiene a su esposa Lydia como rehén. A pesar de algunos obstáculos, Supergirl y Nia Nal frustran los intentos de Manchester y el Agente de la Libertad se venga. Tanto Manchester como Ben son arrestados por la policía. Después de ser visitado por Detective Marciano en la Cárcel Central de Hombres de National City, Manchester observa desde las ventanas cómo Ben es llevado a la prisión mientras los manifestantes cantan "Libertad". En el episodio "Menagerie", Manchester envía a Menagerie una carta que le agrada. En el episodio "¿Qué hay de divertido en la verdad, la justicia y el estilo americano?", Manchester escapa de la prisión y forma la Élite con Menagerie, un extraterrestre de quinta dimensión llamado Hat y un Morae / Mo sin nombre. Forman la Élite en respuesta al fanatismo del Agente de la Libertad y los Hijos de la Libertad, así como a la ineficacia del gobierno y la D.E.O.. En el episodio "Oh hermano, ¿dónde estás?", Black usa un raro artefacto marciano que otorga poderes telepáticos a su usuario llamado Bastón de H'ronmeer. Más tarde fue asesinado por un vengativo J'onn J'onzz después de que este último creyera que fue él quien disparó a Olsen, desintegrando a Manchester, quien, en sus últimos momentos, encontró "hermosa" la rabia desatada de J'onn.

### Película
Manchester Black aparece como principal antagonista en Superman vs. The Elite, cuya voz la hace Robin Atkin Downes como adulto y Grey DeLisle como el joven Manchester. Como en los cómics, Manchester Black es el líder de la Élite, donde hacen justicia a su manera. A diferencia de los eventos en la historia original, Superman en realidad destruye el tumor responsable de los poderes de Manchester, removiéndolos permanentemente.

### Videojuegos
Manchester Black aparece como jugador desbloqueable en Lego Batman 3: Beyond Gotham,[cita requerida] cuya voz la interpreta Robin Atkin Downes.

## Ediciones recolectadas
Algunas apariciones de Black han sido reimpresas en libros de bolsillo.
- Liga de la Justicia Élite (reimpresiones: Action Comics #775, JLA #100, JLA Archivos Secretos 2004 (historia principal), y Liga de la Justicia Élite #1-4, tpb, 208 páginas, 2005, @Titan ISBN 1-84576-191-X 1-84576-191-X DC,  ISBN 1-4012-0481-3 1-4012-0481-3)
- Superman: La Batalla Final (reimpresiones 2002  Superhombre (1986 serie) #186-87, Aventuras De Superman #608-09, Superman: Hombre De Acero #130-31, y Action Comics #795-96, tpb, 192 páginas, 2009, DC, ISBN 1-4012-2259-5 1-4012-2259-5)